# Xya unicolor
Xya unicolor är en insektsart som beskrevs av Baehr 1988. Xya unicolor ingår i släktet Xya och familjen Tridactylidae. Inga underarter finns listade i Catalogue of Life.